# Tryin' To Get To You/I Love You Because
Tryin' To Get To You/I Love You Because è un singolo di Elvis Presley, pubblicato su 78 e 45 giri nel settembre 1956.

## Descrizione
Il brano sul lato A, Tryin' To Get To You, è una cover di un successo del 1954 dei The Eagles definita "Il vero gioiello tra gli scarti della Sun era questa blues ballad eseguita con l'enfatico timbro vocale e l'aggiunta di una corposa dose di passione. Quasi selvatica nella sua nuda emotività".
I Love You Because, è la cover del brano scritto e originariamente interpretato nel 1949 da Leon Payne, uno standard country
Entrambi i brani sono contenuti nell'album Elvis Presley, pubblicato nello stesso anno; le registrazioni risalgono al periodo Sun.

## Tracce
Lato A
1. Tryin' To Get To You – 2:31 (Rose Marie McCoy e Charles Singleton; edizioni musicali Motion Music Co.)

Lato B
1. I Love You Because – 2:23 (Leon Payne; edizioni musicali Acuff-Rose Pub.)

## Formazione
- Elvis Presley – voce solista, chitarra acustica ritmica
- Scotty Moore – chitarra elettrica solista
- Bill Black – basso
- D. J. Fontana - batteria